# August Treboniu Laurian
August Treboniu Laurian, pe numele real Augustin Trifan, (n. 17 iulie 1810, satul Fofeldea, scaunul Noccrich, jud. Sibiu – d. 25 februarie 1881, București, România) a fost un filolog, istoric, publicist și om politic, unul dintre conducătorii Revoluției de la 1848 din Transilvania. A fost unul dintre membrii fondatori ai Academiei Române (2 iunie 1867), secretar general și președinte al Societății Academice Române și președinte al Secțiunii Literare (1867-1876).

## Originea și studiile
Tatăl lui August Treboniu Laurian a fost Pavel Trifan, preotul român unit (greco-catolic) din Fofeldea. Petru, fratele mai mare al lui August Treboniu Laurian, a urmat de asemenea cariera ecleziastică și a activat ca preot unit în Fofeldea. August Treboniu Laurian și-a efectuat studiile secundare la Sibiu. După studiile de filosofie de la Cluj, a studiat științele fizice, matematica și astronomia la Institutul Politehnic din Viena și apoi la Göttingen.

## Activitate
S-a ocupat și cu studii filologice ca profesor 1842-1848 la Sf. Sava, apoi la Universitatea din București, unde l-a întâlnit pe Nicolae Bălcescu, împreună cu care publică în 1845 prima revistă de istorie românească, numită „Magazin istoric pentru Dacia”, care se adresa românilor din toate cele trei principate. Articolele acestei reviste promovează un punct de vedere naționalist privind vechimea, continuitatea și unitatea românilor din Transilvania, Moldova și Muntenia. Se înscrie în Frăția în 1843.
August Treboniu Laurian a fost un participant activ la Revoluția de la 1848 din Ardeal. La îndrumarea lui Nicolae Bălcescu, s-a întors în Transilvania și a contribuit la organizarea mișcării revoluționare, ca mobilizator și conducător.  

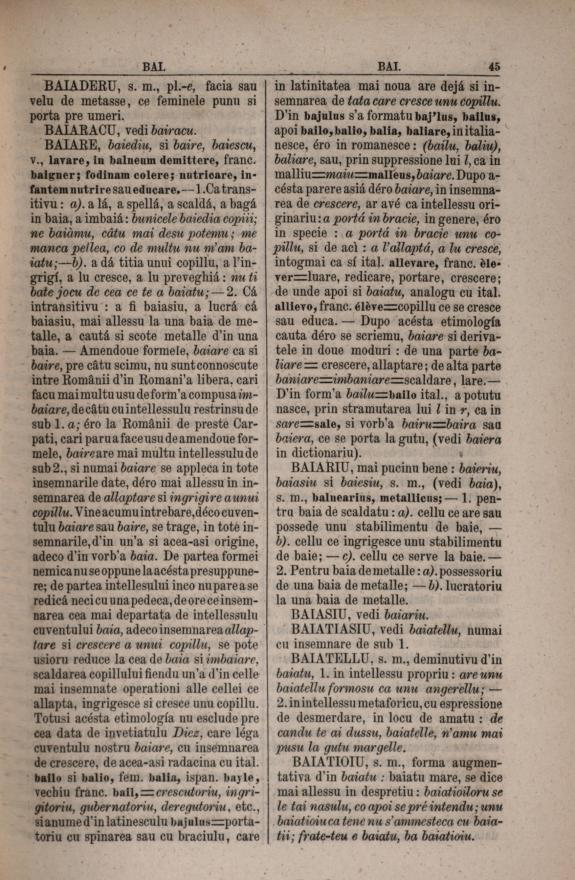
Pagină din „Dictionarul limbei romane”, criticat pentru latinizarea excesivă a ortografiei românești.

În plan filologic, din dorința de a purifica limba română de influențele vecine, a încercat să reconstituie  limba română din secolul al XIII-lea, dinaintea ocupației maghiare. El a pornit de la ideea că menirea omului de știință este de a servi patria prin demersul de a îndrepta limba și de a îndepărta cuvintele ce nu par corecte.
Director al Bibliotecii Centrale a Statului vreme de mulți ani după 1859, când face parte din comisia numită de Petrache Poenaru pentru reorganizarea pe baze moderne a Bibliotecii Colegiului Național de la Sf. Sava , împreună cu Erich Winterhalder și Cezar Bolliac. Prezidează lucrările comisiei și propune întocmirea unui catalog alfabetic pe fișe mobile, cu o serie de indicații de catalogare, cele mai vechi de la noi, renunțarea la asezarea tradițională a carților pe limbi și orânduirea lor sistematică. Susține aplicarea principiului completării fondului daco-romanica , adică a acelor scrieri străine cu referiri la istoria românească.
Între 1871 și 1876, în colaborare cu  Ion C. Massim, profesor la Colegiul Sf. Sava, a publicat din însărcinarea Societății Academice Române „Dicționarul limbii române”, în două volume (1871-1875), în care au încercat să prezinte o limbă purificată de elementele nelatine. Autorii dicționarului își descriu lucrarea astfel (în ortografia folosită de ei înșiși): „Glossariu care coprinde vorbele d'in limb'a romana straine prin originea sau form'a loru, cumu si celle de origine indouiosa. Dupo insarcinarea data de Societatea academica romana”. Partea I, două volume mari de 1864 pagini, cuprinde numai cuvinte de origine latină, cele mai multe neintrate sau ieșite din limba română. Partea a II-a este un glosar de 584 pagini, unde se află cuvintele de origine îndoielnică sau străină care, având majoritatea doar valoare de sinonime, sunt propuse a fi eliminate treptat din limba curentă. Ortografia propusă este cea etimologică, ca în limba franceză, în concordanță cu spiritul epocii, când oamenii de știință români reușiseră să elibereze limba națională din „haina slavonească” (trecerea de  la alfabetul slavon la alfabetul latin) și luptau pentru o limbă română curată. Adversarii curentului latinist și elementele alogene din societate au făcut o primire ostilă monumentalei lucrări, declarând că ortografia etimologică și parte din vocabularul propus fac limba română aproape de nerecunoscut în acest dicționar.
În Dicționarul limbei române, alcătuit în colaborare cu Ion C. Massim, a introdus termenul de bibliologie.

## Cinstirea lui August Treboniu Laurian
- La Fofeldea se găsește un bust al lui August Treboniu Laurian  Arhivat în 21 februarie 2007, la Wayback Machine., sculptat de Nicolaie Pascu Goia.
- În Parcul Astra din Sibiu a fost dezvelit pe data de 16 septembrie 2010 un bust al lui August Treboniu Laurian (autori sculptorul Adrian Popescu și inginer arhitect Ilie Crețu).
- La Botoșani funcționează Colegiul Național „August Treboniu Laurian”.
- În orașul Agnita din județul Sibiu funcționează Colegiul Tehnic „August Treboniu Laurian”.

### Numismatică
- La 9 august 2010, pentru cinstirea savantului August Treboniu Laurian, la cea de-a 200-a aniversare de la naștere, Banca Națională a României a pus în circulație, în scop numismatic, o monedă comemorativă din argint, de calitate proof. Moneda este rotundă și are diametrul de 37 mm. Valoarea nominală a monedei este de 10 lei. Moneda are greutatea de 31,103 grame, titlul de 999‰, iar marginea este zimțată. Tirajul emisiunii este de 1.000 de exemplare. Aversul monedei reprezintă monumentul specific latinității poporului și limbii române: «Lupa capitolina», stema României, denumirea statului emitent, ROMANIA, valoarea nominală a monedei, precum și milesimul[3] 2010. Reversul prezintă efigia savantului Augustin Treboniu Laurian, un fragment din coperta revistei „Magazin Istoric pentru Dacia”. În partea de jos a monedei sunt gravați anii 1810 și 1881, iar circular sunt gravate cuvintele AUGUST TREBONIU LAURIAN.[4]

## Galerie de imagini

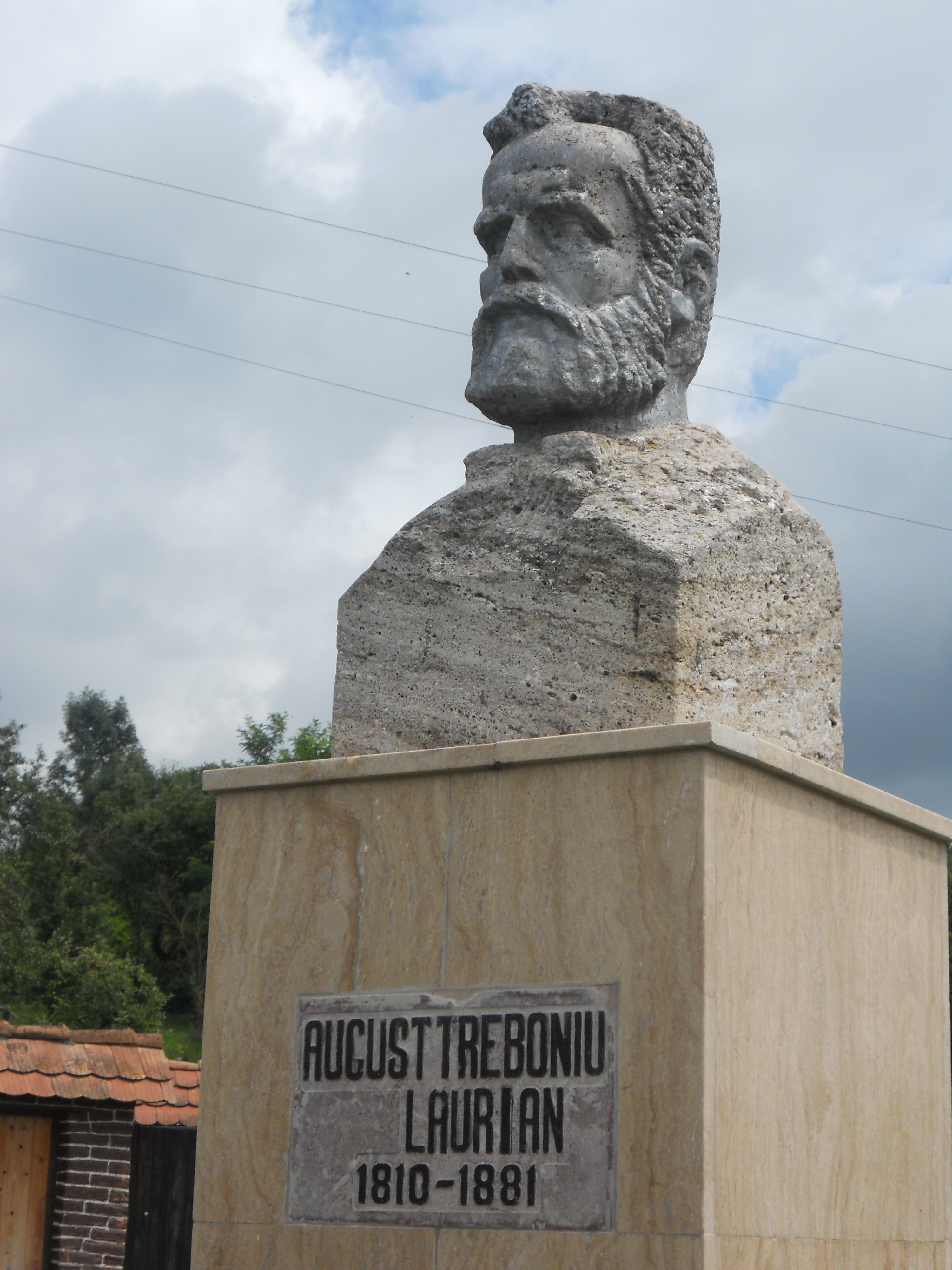
Bustul lui August Treboniu Laurian de Nicolaie Pascu Goia, expus în Fofeldea
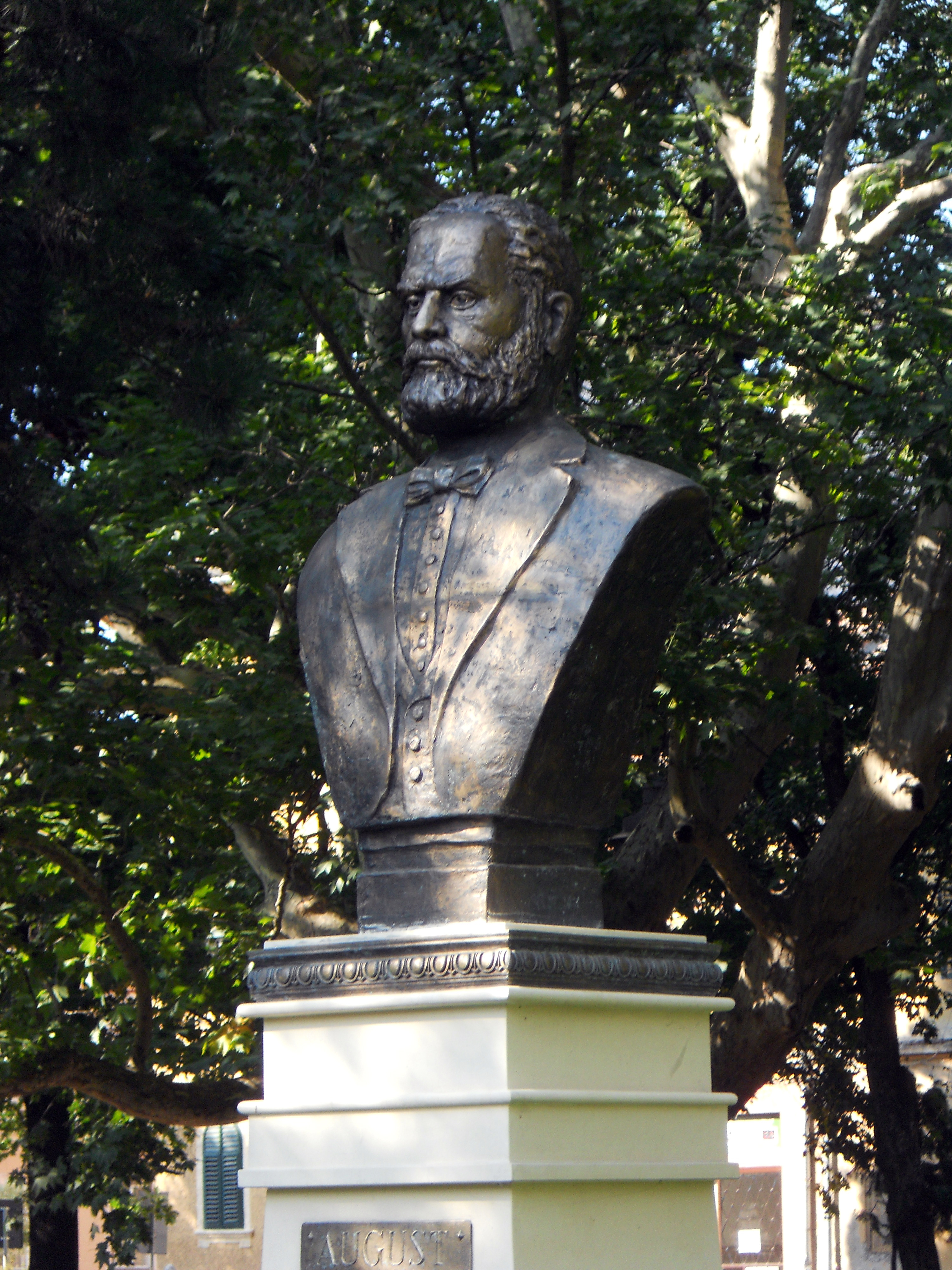
Bustul lui August Treboniu Laurian expus în parcul ASTRA din Sibiu
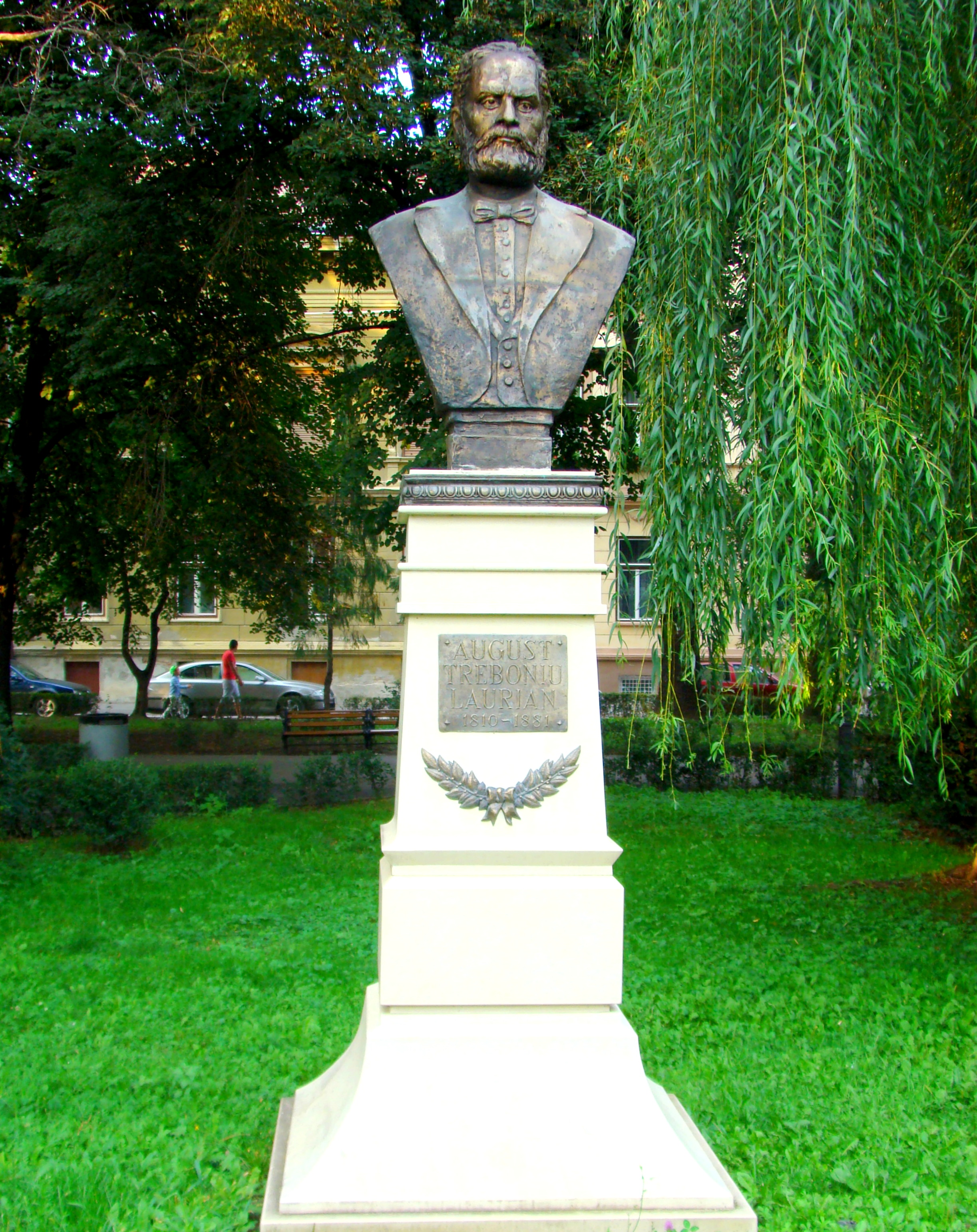
Realizat de Adrian Popescu